# Mehmet Ali Ağca
Pour les articles homonymes, voir Ağca.
Mehmet Ali Ağca (pron. aadja [a:ʤa]) est un ancien militant de l'extrême droite turque (les « Loups gris »), né le 9 janvier 1958 à Malatya (Turquie). Il a également été le no 3 du stay-behind turc. Assassin de l'homme de presse turc Abdi İpekçi en 1979, il est essentiellement connu pour avoir tenté d'assassiner le pape Jean-Paul II sur la place Saint-Pierre de Rome deux ans plus tard, le 13 mai 1981.
Après l'attentat, Jean-Paul II demanda aux fidèles de prier pour « son frère (Ağca), à qui [il a] sincèrement pardonné ». Deux ans après, Jean-Paul II et Ağca se sont rencontrés dans la prison italienne où celui-ci était détenu, et ont parlé en privé. Selon un article de United Press, le pape a gardé le contact, jusqu'à sa mort, avec la famille d'Ağca (il avait également rencontré la mère et le frère d'Ağca).
En 2000, gracié par le président italien, Ağca est transféré vers la Turquie en raison du meurtre — commis antérieurement sur le sol turc — d'Abdi İpekçi, directeur de la publication du quotidien turc Milliyet. Le 27 avril 2002, le président de la République turque Ahmet Necdet Sezer met son veto à la loi d’amnistie qui aurait permis d’annuler la peine de Mehmet Ali Ağca, condamné initialement à un emprisonnement perpétuel (sentence réduite, par la suite, à dix ans) pour le meurtre de 1979.
Début 2006, il sort durant une semaine. En 2009, il déclare qu'il a abjuré la foi musulmane le 13 mai 2007, et qu'il est devenu un fidèle de l'Église catholique romaine. Après vingt-neuf ans d'emprisonnement, il est définitivement libéré le 18 janvier 2010.

## Biographie
Dans sa jeunesse, Ağca, orphelin de père depuis 1966, était un petit voyou qui fit partie d'un gang de rue de sa propre ville. Il fut plus tard contrebandier dans le commerce lucratif entre la Turquie et la Bulgarie. Il alla ensuite en Syrie où il reçut deux mois d'entraînement en armement et sur les tactiques terroristes. Il affirma que cela avait été payé par le gouvernement bulgare. Ağca se décrit lui-même comme un mercenaire sans orientation politique qui était prêt à faire n'importe quoi pour de l'argent. Le 1er février 1979, il tua Abdi İpekçi, rédacteur en chef de Milliyet, un grand quotidien de centre-gauche en Turquie. Il fut arrêté grâce à un informateur et fut condamné à la prison à vie. Il parvint à s'enfuir de la prison militaire la mieux gardée de Turquie avec l'aide d'Abdullah Çatlı, le numéro 2 des Loups gris, Oral Çelik et, selon certains, l'aide de l'État turc.

## Attentat et procès

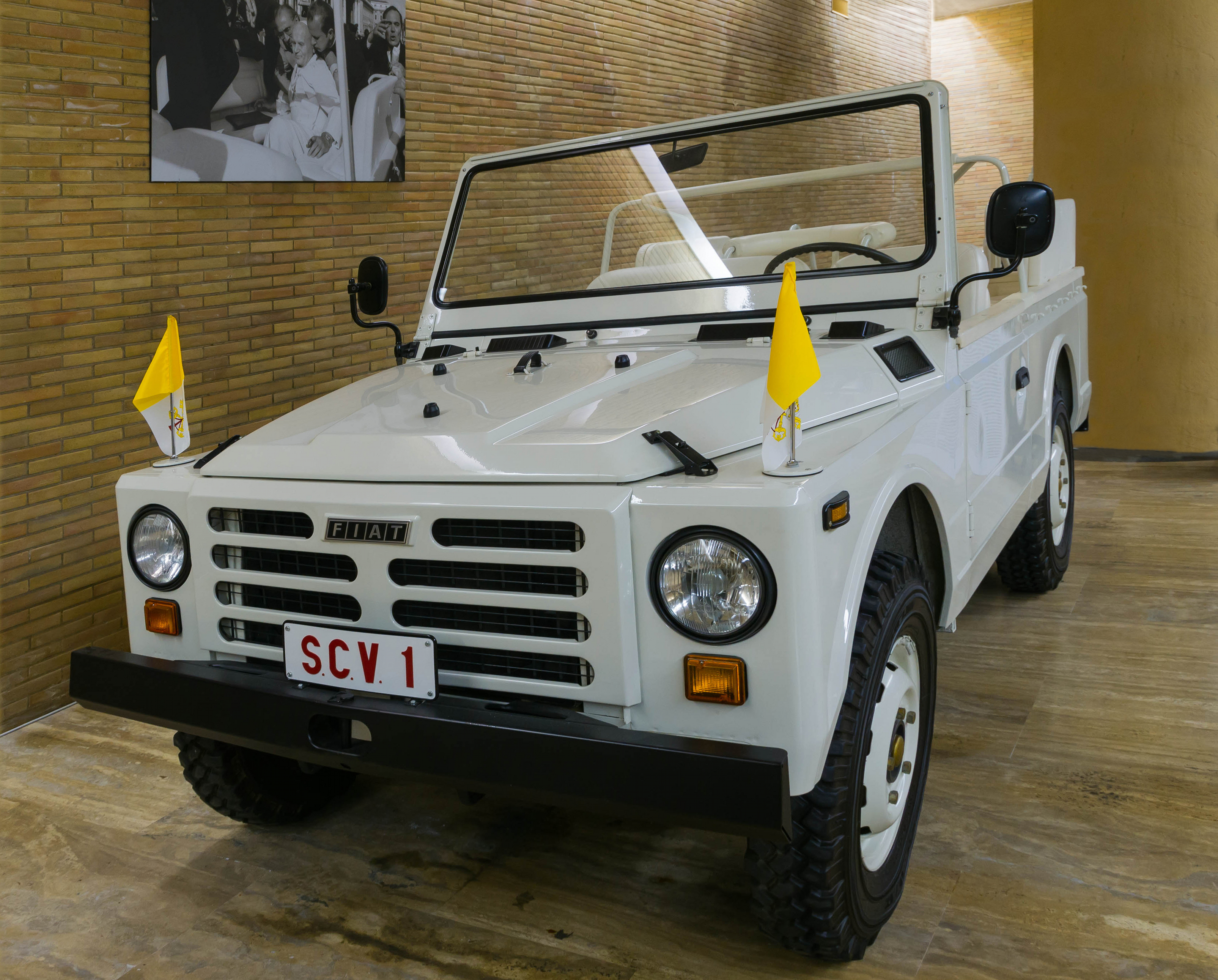
La papamobile dans laquelle se trouvait Jean-Paul II au moment de l'attentat.

Ağca fuit vers la Bulgarie. Il déclara par la suite qu'il fut approché à Sofia par les services secrets bulgares, qui lui offrirent trois millions de marks pour assassiner le pape. Les Bulgares reçurent prétendument des ordres du KGB d'assassiner le pape à cause de son appui au mouvement Solidarité en Pologne. Toutefois, plus tard, Ağca retira cette version des faits et donna d'autres versions contradictoires. Certains commentateurs de l'affaire, comme Edward Herman, Noam Chomsky et Michael Parenti avancent que l'histoire d'Ağca n'est pas crédible, d'autant plus que ce dernier n'a fait aucune allusion à l'implication de la Bulgarie avant d'être mis en cellule d'isolement et visité régulièrement par le service de renseignement militaire italien (SISMI), qui lui aurait sans doute soufflé l'idée de l'implication bulgare. De plus on ne trouva jamais la trace des trois millions de marks soi-disant offert par les Bulgares à Mehmet Ali Ağca en échange de l'assassinat du pape.
Au début août 1980, Ağca commença à voyager dans la région méditerranéenne, changeant de passeports et d'identités. Il arriva à Rome le 10 mai 1981 par un train depuis Milan. Le jour même, il assiste à une cérémonie à la paroisse San Tommaso d'Aquino à laquelle participe le pape, dans l'aire réservée aux invités du Vatican (grâce à un laissez-passer déposé par le protocole du Vatican dans la pension Isa où il séjourne).
À Rome, il déclara avoir rencontré trois complices, un Turc et deux Bulgares ; on pense que le Turc était Musa Celebi. Selon Ağca, l'opération était dirigée par Zelio Vassilev, l'attaché militaire bulgare à Rome.
Le plan supposé était qu'Ağca et Oral Celik tirent depuis la Place Saint-Pierre et que Celik lance  ensuite une grenade pour créer la panique et le chaos, et permettre au groupe de fuir vers l'ambassade bulgare. Le 13 mai, ils écrivaient des cartes postales sur la place Saint-Pierre en attendant le Pape. Quand il passa, Ağca tira deux fois, mais fut rapidement maîtrisé par la foule. Celik paniqua, ne dégoupilla pas la grenade mais tira une fois sans toucher personne puis s'évanouit dans la foule avant d'être arrêté peu de temps après.
Ağca fut conduit directement au siège central de la police romaine. Interrogé par les inspecteurs de la Digos (en) (police anti-terroriste), il essaya tout de suite de brouiller les pistes en déclarant agir sans complice ni commanditaire puis laissant entendre qu'il appartenait au Front populaire de libération de la Palestine mais cette organisation démentit tout lien avec lui.
Un peu plus tard, Sergei Antonov, un des Bulgares, fut arrêté sur la base du témoignage d'Ağca. Après trois ans d'enquête du juge d'instruction Ilario Martella, Antonov fut déclaré non coupable par manque de preuves en 1986. Le témoignage d'Ağca se révéla contradictoire et parfois même insensé puisqu'il déclara au cours du procès d'Antonov ne pas le connaître et être l'incarnation de Jésus. Les Bulgares prétendirent toujours être innocents et avancèrent que la dénonciation d'Ağca relevait en fait d'un complot anticommuniste mis en place par les Loups gris, les services secrets italiens et la CIA (i.e. Gladio) et les médias américains. Edward Herman, dans son livre sur la connexion bulgare, affirma que la CIA employa Michael Ledeen comme défenseur de la thèse du projet bulgare. Cette thèse aurait été mise en place par Ronald Reagan et les États-Unis pour lutter contre le communisme. La thèse de l'implication du réseau stay-behind Gladio a aussi été soutenue par la journaliste Lucy Komisar.
Déféré le 20 juillet 1981 devant la première cour d'Assises de Rome, Ağca fut défendu par un avocat commis d'office qui plaida le fanatisme religieux. Ağca, protégé par une vitre blindée, invectiva magistrats et journalistes et  maintint sa version initiale selon laquelle il avait agi seul par conviction politique. Au terme d'un procès expéditif, il fut condamné le 22 juillet à la peine d'emprisonnement à vie en Italie, assortie d'un an d'isolement. Il fut gracié, après 19 ans passés derrière les barreaux, par le président italien Carlo Azeglio Ciampi, et extradé vers la Turquie le 14 juin 2000. Dès son arrivée dans son pays natal, il fut incarcéré dans la centrale de haute sécurité de Kartal-Maltepe (Istanbul), pour l'assassinat en 1979 du journaliste turc Abdi İpekçi, pour lequel il avait été condamné à mort par contumace en 1980, peine commuée en dix années de réclusion en vertu d’une loi d’amnistie de 1991.
Le 26 juin 2000, le pape Jean-Paul II dévoila le troisième secret de Fátima et expliqua que la tentative d'assassinat était l'accomplissement de ce troisième secret. Des théoriciens de la conspiration mettent en doute la divulgation complète du contenu de la lettre, car en général, on croit que le secret prédit est l'Apocalypse.
Pendant sa visite en Bulgarie en mai 2002, le pape Jean-Paul II déclara qu'il n'avait jamais cru à la piste bulgare.
Ağca déclara : « Pour moi, le pape était l'incarnation du capitalisme dans son ensemble ». Malgré une demande de libération anticipée en novembre 2004, une cour turque décida qu'il ne pouvait pas quitter la prison avant 2010.
Au début février 2005, pendant la maladie du pape, Ağca lui envoya ses vœux et lui annonça la fin du monde. Un peu plus tard, le livre du pape Mémoire et identité : Conversations au passage entre deux millénaires fut publié. Il relate sa vision de la tentative d'assassinat. Le livre est pour l'essentiel une retranscription des conversations qu'il eut en polonais avec son ami, le philosophe politique Krzysztof Michalski et feu le révérend Jozef Tischner en 1993 à Castel Gandolfo près de Rome.
Le 9 janvier 2006, un tribunal turc décide de le libérer dans la semaine et le 12 janvier, Mehmet Ali Ağca sort de prison après près de 25 années passées derrière les barreaux, dont 19 en Italie. Mais sa libération est de courte durée puisqu'elle est annulée le 20 janvier 2006, date à laquelle il est de nouveau placé en détention, la Cour de cassation ayant estimé qu'il devait continuer à purger la peine de dix ans de prison à laquelle il avait été condamné pour le meurtre du journaliste turc Abdi İpekçi en 1979.
D'après le rapport d'une commission d'enquête parlementaire italienne, publié en mars 2006, l'URSS aurait commandité l'attentat contre le pape Jean-Paul II en mai 1981. Ces révélations, attribuant la décision de l'attentat au secrétaire général du PCUS Léonid Brejnev et son organisation aux services militaires soviétiques, reposent sur les archives d'un ex-agent du KGB passé à l'Ouest au début des années 1990, Vassili Mitrokhine.

## Entrevues de 2005
Le 31 mars 2005, la mort du pape Jean-Paul II étant imminente, Ağca accorda une entrevue au journal italien la Repubblica. Ağca déclara travailler sur un livre concernant la tentative d'assassinat qui devrait être publié plus tard en 2005. Il affirma également avoir eu des complices au Vatican pour l'aider. Toutefois, une semaine plus tard, Turkish Weekly rapporta la dénégation d'Ağca.
Quand le pape mourut le 2 avril 2005, le frère d'Ağca, Adnan, déclara dans une interview que Mehmet Ali et toute sa famille le pleuraient et que le pape était leur ami. Le 5 avril, CNN annonça qu'Ağca voulait assister aux funérailles du pape le 8 avril. Cependant, les autorités turques rejetèrent cette requête.

## Sortie de prison
Mehmet Ali Ağca sort de prison le 18 janvier 2010 en proclamant « la fin du monde ». Un texte est diffusé par un de ses avocats, signé « Le Christ éternel Mehmet Ali Ağca ». Par ailleurs il a déclaré qu'il allait étudier différentes propositions de livre, de film et de documentaire pour la télévision et précisé qu'il aimerait aller au Vatican pour rencontrer le pape Benoît XVI, bien qu'il n'ait pas fixé de date pour cette visite.
En février 2013 il a publié une autobiographie en italien, dans laquelle il désigne l'ayatollah Khomeini comme étant le commanditaire de sa tentative d'assassinat du pape.
À la fin novembre 2014, à l'occasion du voyage en Turquie du pape François, il demande à s'entretenir avec ce dernier mais le Vatican ne donne aucune suite à cette requête. Lors d'une interview donnée à ce sujet, Ağca affirme : « Si Dieu me demande de tuer le pape François, alors je tuerai le pape François ».
Le 27 décembre 2014, jour anniversaire de sa rencontre avec le pape Jean-Paul II, il se rend sur sa tombe et y dépose deux bouquets de roses blanches. Le père Ciro Benedettini, vice-directeur de la salle de presse du Saint-Siège, confirme que « la visite a été très brève » et que Ağca avait pu rentrer dans la basilique « sans aucun problème, dans la mesure où il n’y a plus aucun contentieux avec le Vatican ».
Le 30 décembre 2014, il est expulsé d'Italie car il était en situation irrégulière.
En juillet 2016, il affirme souhaiter devenir prêtre catholique et se rendre à Fátima avec le pape François pour le centenaire des apparitions mariales.